# Spaniel japonès
Spaniel japonès o Chin (狆) és la raça de gos de la reialesa japonesa. Es tracta d'un gos de companyia de tipus lap dog molt fàcil de distingir.

## Aparença
Mesura de 20 a 27 cm d'alt fins a la creu i pesa entre 1,5 i 10 kg, amb un pes comú del voltant de 3 a 5 kg. L'American Kennel Club i la Federació Cinològica Internacional no posen requeriments quant a pes.

## Temperament
Aquesta raça té un temperament similar al d'un gat: alerta, intel·ligent, independent i utilitza la seva llengua per rentar-se la cara. Altres similituds són la seva preferència per descansar en superfícies elevades com a respatllers de sofàs i cadires, habilitat per caminar sobre una taula de cafè sense tocar els elements que hi ha a sobre d'ella, etc.
Es troba en el lloc 62 de la llista de Stanley Coren, The Intelligence of Dogs, amb bona intel·ligència de treball i obediència.
Henley (2005) és una biografia ficitiva en forma de conte sobre tal gos al món fetiller de Nova York.

## Imatges

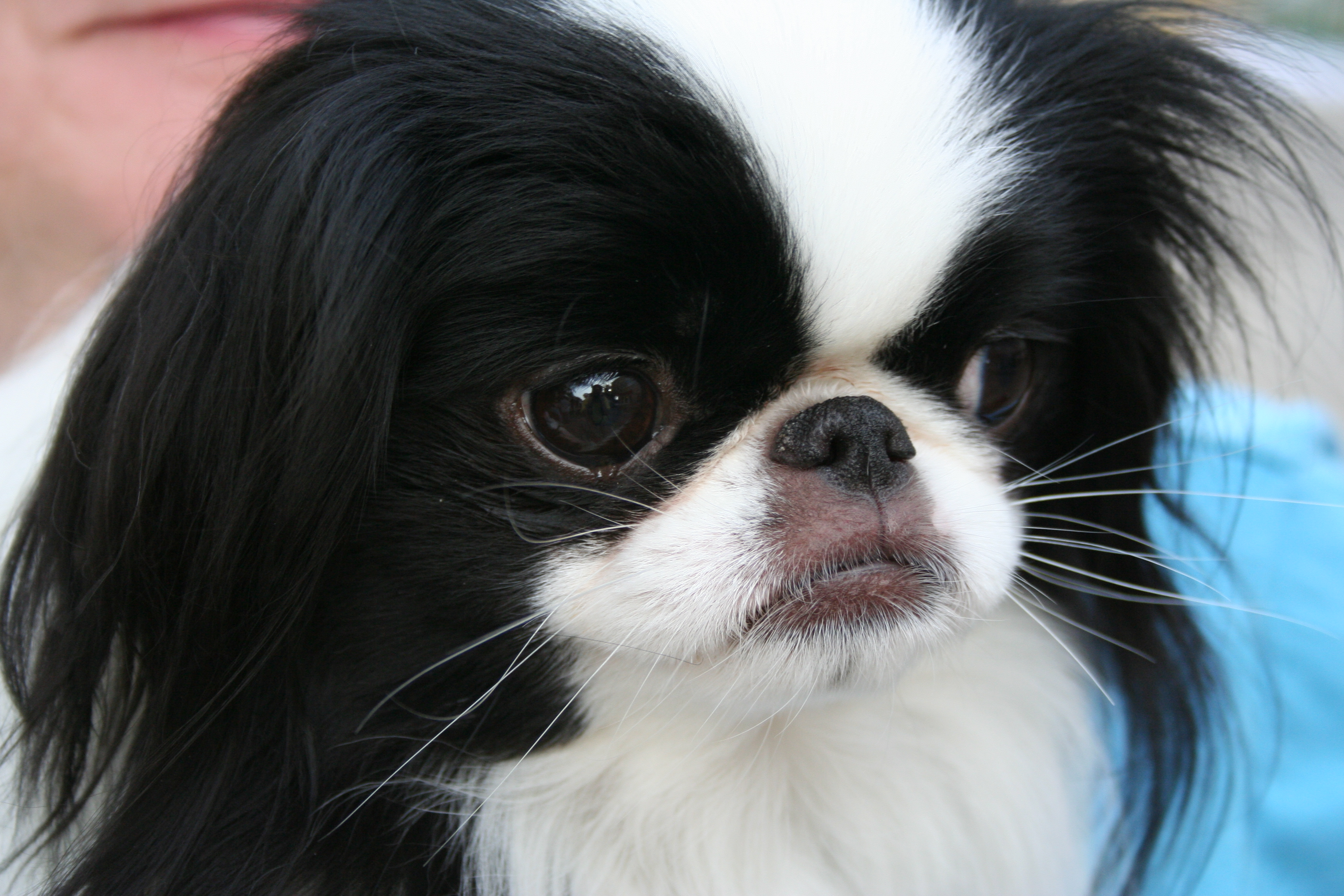
El Chin té un cap que el distingeix
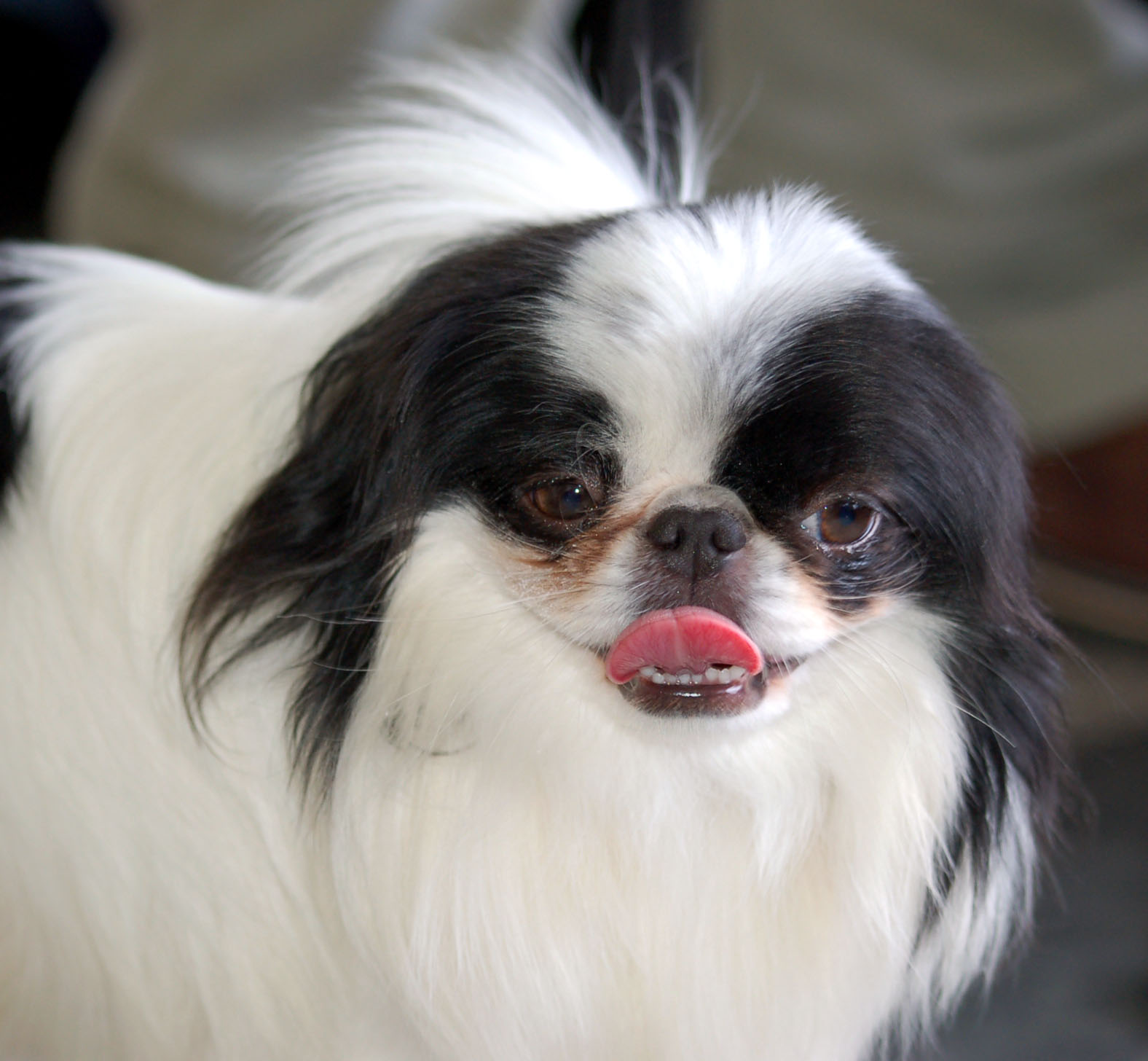
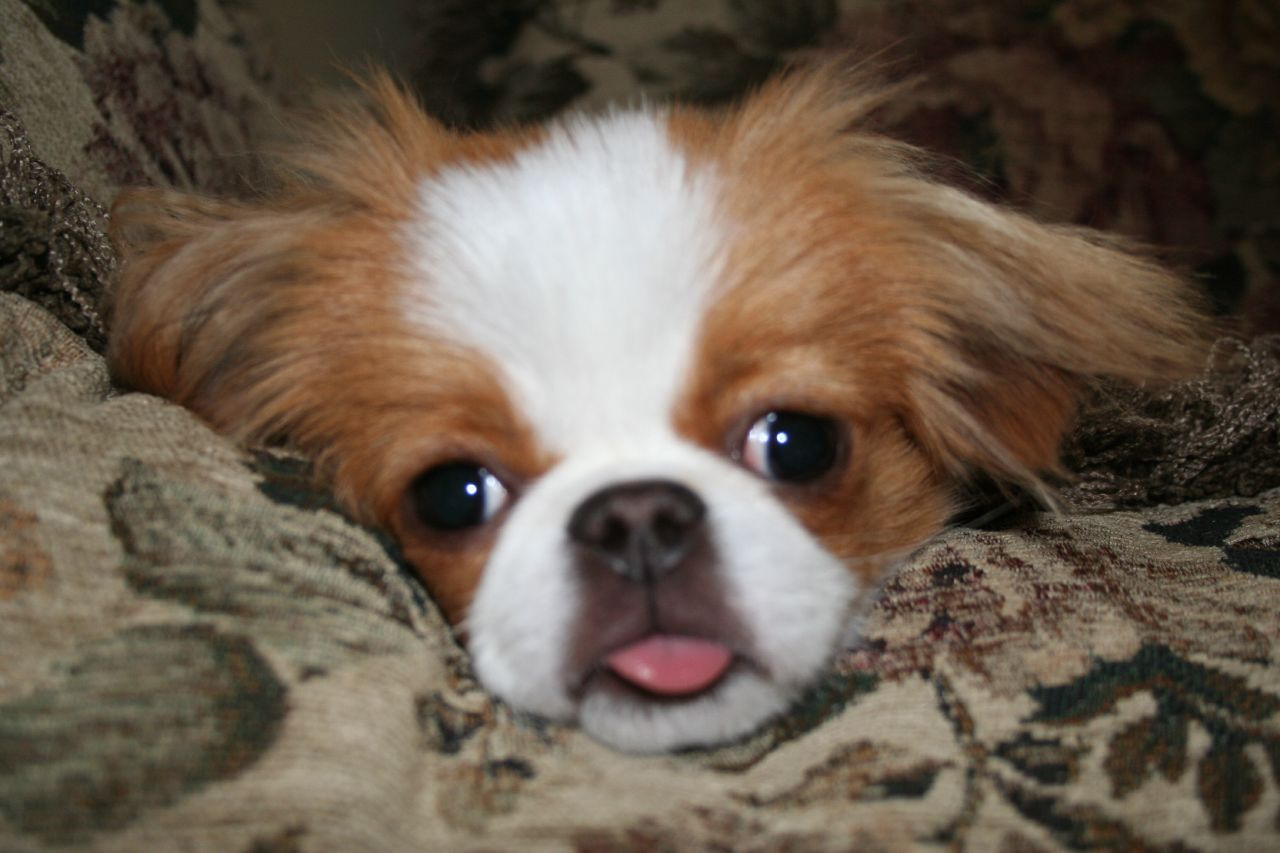
Blanc i vermell
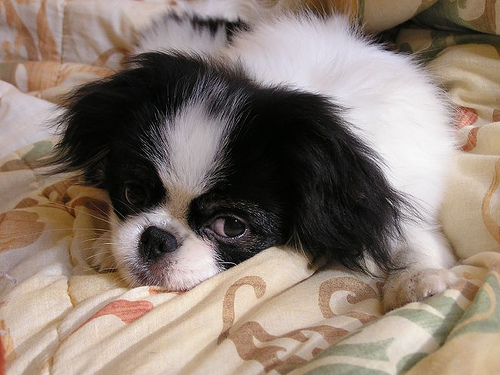
Cadell de 6 mesos
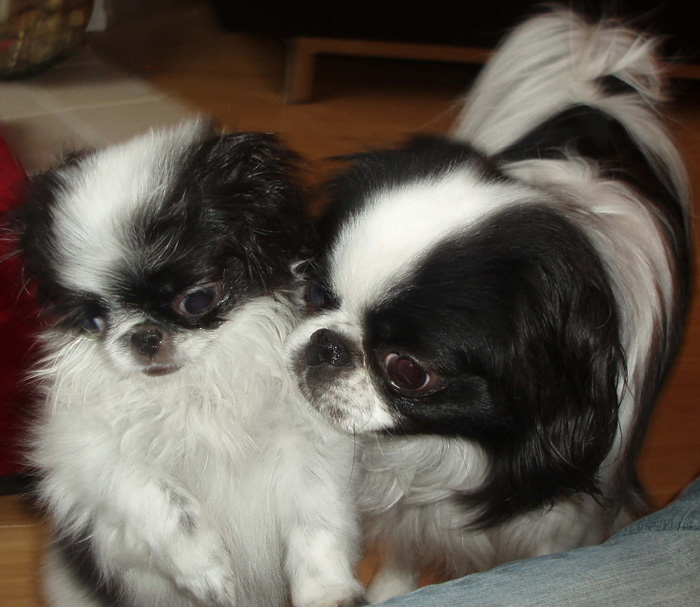
Cadell i adult